# Noryang
Noryang (Koreanisch: 노량: 죽음의 바다; RR: Noryang: Jugeumui Bada; lit. Noryang: Das Meer des Todes) ist ein südkoreanischer Kriegsfilm des Regisseurs Kim Han-min über den koreanischen Admiral Yi Sun-sin und dessen letzte siegreiche Schlacht. Noryang ist der dritte und letzte Film einer Trilogie, die im Jahr 2014 mit Der Admiral – Roaring Currents begonnen und im Jahr 2022 mit Hansan: Rising Dragon fortgesetzt worden war. Der Historienfilm zeigt die Schlacht von Noryang, die die letzte große Schlacht des siebenjährigen japanischen Invasionskriegs gegen Korea war.
Die Dreharbeiten begannen im Januar 2021 und endeten im Juni desselben Jahres. In Südkorea war der Kinostart von Noryang am 20. Dezember 2023.